# Pseudicius adustus
Pseudicius adustus är en spindelart som beskrevs av Wesolowska 2006. Pseudicius adustus ingår i släktet Pseudicius och familjen hoppspindlar. Inga underarter finns listade i Catalogue of Life.